# إدارة دونجا
إدارة دونجا هي واحدة من إدارات بنين الاثنتي عشرة، عاصمتها دجوجو رابع أكبر مدينة في البلاد، أنشئت إدارة دونجا عام 1999 فصلًا عن إدارة أتاكورا. تنقسم دونغا إلى خمس بلديات كل واحدة حول إحدى المدن الكبرى: باسيلا وكوبارجو ودجوغو الريفية ودجوغو الحضرية وأواكي.

## الجغرافيا
تقع إدارة دونجا في شمال وسط بنين، وتبلغ مساحتها بـ 10,691 كيلومترًا مربعًا (4,128 ميلًا مربعًا). تحدها إدارة أتاكورا من الشمال وبورغو من الشرق وكولاينيس من الجنوب وتحدها دولة توغو من الغرب. تتسم الإدارة بوجود تضاريس جبلية وغابات كثيفة. وينبع من هذه المنطقة نهرا ميكرو وأوتي، وهما من روافد نهر النيجر.
يقع في الإدارة مونت سوكبارو أعلى نقطة في بنين. تشهد المنطقة موسمين للأمطار: الأول يمتد من مارس إلى يوليو، والثاني من سبتمبر إلى نوفمبر.

## السكان
| التعداد الديني للإدارة  | التعداد الديني للإدارة  | التعداد الديني للإدارة | التعداد الديني للإدارة | التعداد الديني للإدارة |
| ----------------------- | ----------------------- | ---------------------- | ---------------------- | ---------------------- |
|                         |                         |                        |                        |                        |
| الإسلام                 | الإسلام                 |                        | 77.9%                  | 77.9%                  |
| الميثودية               | الميثودية               |                        | 1%                     | 1%                     |
| الفودو                  | الفودو                  |                        | 0.4%                   | 0.4%                   |
| الكاثوليك               | الكاثوليك               |                        | 11.9%                  | 11.9%                  |
| مسيحي تابعة لكنسية أخرى | مسيحي تابعة لكنسية أخرى |                        | 2.9%                   | 2.9%                   |
| ديانات تقليدية أخرى     | ديانات تقليدية أخرى     |                        | 1.8%                   | 1.8%                   |
| أخرى                    | أخرى                    |                        | 0.7%                   | 0.7%                   |

بلغ إجمالي عدد سكان مقاطعة دونجا 543,130 نسمة (منهم 270,754 من الذكور و272,376 من الإناث) في تعداد 2013. بلغت نسبة سكان الريف 57.90% من إجمالي السكان وسكان المدن النسبة الباقية وهي 42.10%. بلغ عدد السكان الأجانب 7,760 نسمة. بلغ عدد الأسر في المقاطعة 66,433 أسرة، بمتوسط حجم للأسرة الواحدة بلغ 8.2 أفراد. وسجل معدل النمو السكاني بين التعداد نسبة 4.00%.
كان متوسط عمر النساء عند الزواج 20.5 عامًا، وكان متوسط سن الأمومة 28 عامًا. وبلغت خصوبة المرأة 4.6. أما متوسط عدد الأسر في المنزل فكان 1.8 وهو نفس متوسط عدد الأشخاص في الغرفة. وصل إجمالي القوى العاملة في المقاطعة إلى 120,021 فردًا. تبين أن 72.50% من الأسر لا تمتلك أي مستوى تعليمي، بينما 51.40% من الأسر لديها أطفال يذهبون إلى المدرسة. بلغ معدل المواليد الخام 34.6 ومعدل الخصوبة العام 148.70 وبلغ معدل التكاثر الإجمالي 2.30.
تتنوع المجموعات اللغوية والعرقية في القسم، أكثر سكان الإدارة من قبيلتي ديندي ويوروبا. ومن القبائل الأخرى: أني وباريبا وإيدي وفودو، وكابيي ولاما ولوكبا وتاماري ومييوبي ويوم.

## التقسيمات الإدارية

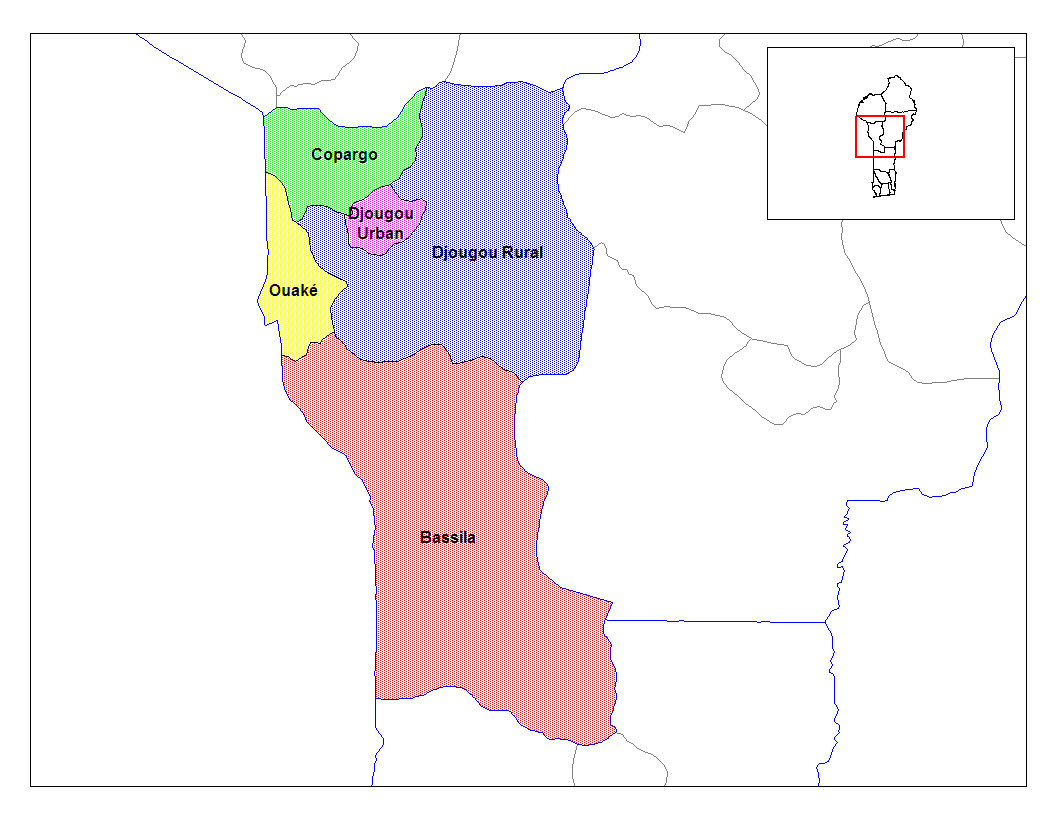
كوميونات دونجا

فصلت منطقة دونجا عن إدارة أتاكورا في عام 1999 لتصبح إدارة. تتألف الإدارة من خمس بلديات كل واحدة حول إحدى المدن الكبرى: باسيلا وكوبارجو ودجوغو الريفية ودجوغو الحضرية وأواكي. أجريت الانتخابات الأخيرة لهذه المجالس في مايو 2020، أثناء جائحة فيروس كورونا.